# Gérard Longuet

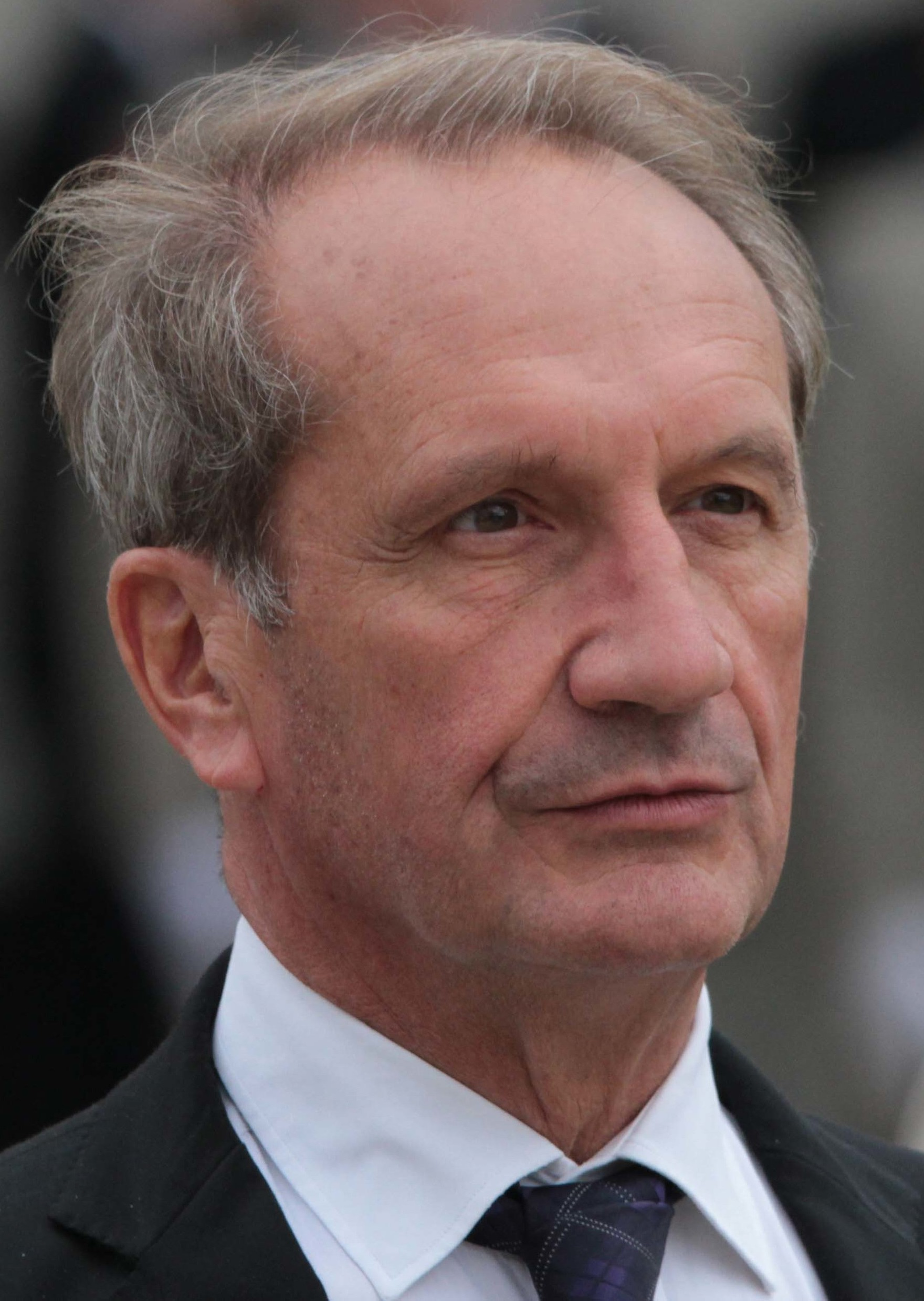
Gérard Longuet (2015)

Gérard Longuet (* 24. Februar 1946 in Neuilly-sur-Seine, Hauts-de-Seine) ist ein französischer Politiker (PR, UDF, UMP, Les Républicains). Er ist seit 2001 (mit einer Unterbrechung) Senator für das Département Meuse. Zuvor war er Abgeordneter in der Nationalversammlung (1978–81 und 1988–93), Vorsitzender der Parti républicain (1990–95), Präsident des Regionalrats von Lothringen (1992–2004), Industrie-, Post- und Telekommunikationsminister (1993–94) sowie von Februar 2011 bis Mai 2012 Verteidigungsminister.

## Biographie

### Studium und erstes Engagement auf der extremen Rechten
Nach der Schulzeit auf dem Lycée Henri IV in Paris begann Gérard Longuet ein Jura- und Literatur-Studium. 1966 wurde er vom Institut d’études politiques de Paris diplomiert. 1968 erhielt er ein Diplom d'études supérieures (DES) in Politikwissenschaft.
1964 nahm er gemeinsam mit Alain Madelin an der Schaffung der Bewegung Occident, teil, einer Organisation von Militanten der extremen Rechten in Frankreich, die oft in gewalttätige Auseinandersetzungen mit der extremen Linken verwickelt war.
1967 zeigte er seine Qualität als Anführer der Bewegung, als er als Mitinitiator eines von Occident geführten gewalttätigen Angriffs auf Studenten der extremen Linken an der Universität Rouen hervortrat. Einer der Angegriffenen fiel ins Koma, Longuet wurde angeklagt und verhaftet. Er wurde am 12. Juli 1967 zu 1000 Francs Geldstrafe wegen Beihilfe zu „gewalttätiger bewaffneter und vorsätzlicher Körperverletzung“, zugleich mit einem Dutzend anderer Militanter der extremen Rechten, darunter Alain Madelin und Patrick Devedjian. Im Juni 1968 wurde er amnestiert. Über diese Begebenheit sagte er: 

« J'assume avoir été d'extrême droite. On s'est simplement trompés sur le modèle colonial, qui ne pouvait perdurer. »

„Ich stehe dazu, dass ich zur extremen Rechten gehört habe. Es war einfach ein falsches koloniales Modell, das nicht überdauern konnte.“

1971 trat er in die École nationale d’administration (ENA) ein und verließ sie  1973 (Abschlussjahrgang François Rabelais). In der Zwischenzeit hatte er 1972 das erste Wirtschafts-Programm des Front national redigiert.

### Politische Karriere auf der parlamentarischen Rechten
Nach seinem Abschluss von der ENA wurde er Direktor der Präfektenbüros von Eure (1973/74), Somme (1974–1976) und Büroleiter von Jacques Dominati (PR), Staatssekretär von Premierminister Raymond Barre (1977–1978). Inzwischen Mitglied der liberal-konservativen Parti républicain (PR) des Präsidenten Valéry Giscard d’Estaing, kandidierte Longuet bei der Parlamentswahl 1978 für das bürgerliche Parteienbündnis UDF. Er wurde als Abgeordneter des 1. Wahlkreises des Départements Meuse in die Nationalversammlung gewählt. Das Mandat verlor er 1981 nach der Wahl François Mitterrands zum Präsidenten. Mitglied des Conseil général des Départements Meuse seit 1979, wurde er 1982 dessen Vizepräsident. Von 1984 bis 1986 war er Mitglied des Europäischen Parlaments, dort saß er in der Liberalen und Demokratischen Fraktion.
Unter der Cohabitations-Regierung Chirac II war Longuet von 1986 bis 1988 Staatssekretär bzw. beigeordneter Minister für Post und Telekommunikation. In seiner Amtszeit wurde die France Télécom aus der staatlichen Postverwaltung ausgegliedert. Nach dem Regierungswechsel und der Parlamentswahl 1988 kehrte er auf seinen Abgeordnetensitz in der Nationalversammlung zurück. Von 1990 bis 1995 war Longuet Vorsitzender der Parti républicain.
Von 1992 bis 2004 war er Präsident des Regionalrats von Lothringen. In dieser Funktion setzte er sich für den Bau der Hochgeschwindigkeitsstrecke LGV Est européenne ein, vor allem für den auf freiem Feld zwischen Verdun und Bar-le-Duc gelegenen TGV-Bahnhof Meuse.
Im März 1993 wurde er als Minister für Industrie, Post und Telekommunikation sowie Außenhandel in die Regierung von Édouard Balladur berufen. Wegen Unstimmigkeiten über die Finanzierung der Republikanischen Partei und den Bau seiner Villa musste er im Oktober 1994 aus der Regierung Balladur zurücktreten. Zwischenzeitlich zog er sich in die lothringische Regionalpolitik zurück. Er wurde 1995 wegen der geheimen Finanzierung der Republikanischen Partei angeklagt. Das Verfahren wurde am 8. März 2010 per Non-lieu eingestellt, zum Teil dank des Amnestie-Gesetzes von 1990 über die Parteien-Finanzierung, auch da das Amnestiegesetz nur Strafverfolgungsmaßnahmen im Falle persönlicher Bereicherung erlaubte. Vom Vorwurf des „Kredit-Missbrauchs“ beim Bau seiner Villa in Saint-Tropez (Département Var) wurde er freigesprochen, auch beim Appellationsgerichtshof in Paris im November 1998. Auch in einer weiteren Angelegenheit wurde er im Oktober 2005 freigesprochen.

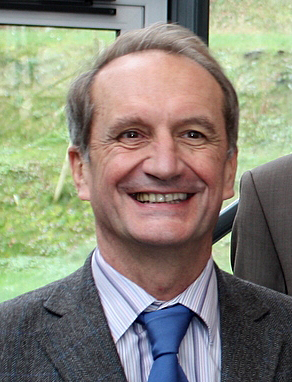
Longuet im Jahr 2010

Die Parti républicain benannte sich 1997 unter ihrem neuen Vorsitzenden Alain Madelin in Démocratie libérale um und schied aus dem Parteienbündnis UDF aus. Longuet gründete daraufhin zusammen mit François Léotard, Gilles de Robien und anderen vormaligen PR-Mitgliedern den Pôle républicain, indépendant et libéral (PRIL), der in der UDF verblieb und Ende 1998 mit anderen UDF-Bestandteilen zu einer einheitlichen Partei, der Nouvelle UDF, fusionierte. Longuet wurde stellvertretender Vorsitzender dieser Partei. Im Oktober 2001 wurde er als Vertreter des Départements Meuse in den französischen Senat gewählt. Anlässlich der Präsidentschaftswahl 2002 wechselte er zur neuen Mitte-rechts-Sammelpartei UMP von Jacques Chirac und wurde in deren Politbüro gewählt. Innerhalb der Partei gehörte er der Als wirtschaftsliberalen Strömung Les Réformateurs und war deren stellvertretender Vorsitzender. Bei der „rosa Welle“ der Regionalwahl 2004 verlor er das Amt des Regionalpräsidenten von Lothringen an seinen sozialistischen Herausforderer Jean-Pierre Masseret, dem Regionalrat gehörte er noch bis 2010 als einfaches Mitglied an. Von 2005 bis 2007 fungierte er als politischer Berater des UMP-Parteivorsitzenden Nicolas Sarkozy. Longuet war von 2009 bis 2011 Fraktionsvorsitzender der UMP im Senat.
Während der Präsidentschaft Sarkozys war Longuet von Februar 2011 bis Mai 2012 als Nachfolger von Alain Juppé Verteidigungsminister im Kabinett Fillon III. Anschließend kehrte er in den Senat zurück. Von 2013 bis 2014 war er stellvertretender Vorsitzender der UMP. Longuet war von 2017 bis 2020 Vorsitzender des Office parlementaire d'évaluation des choix scientifiques et technologiques (OPECST), dem Gremium des französischen Parlaments für wissenschaftliche und technologische Fragen.